# Balclutha woldai
Balclutha woldai är en insektsart som beskrevs av Blocker 1981. Balclutha woldai ingår i släktet Balclutha och familjen dvärgstritar. Inga underarter finns listade i Catalogue of Life.